# Бюлер, Отто
О́тто Бю́лер (нем. Otto Bühler, 1909, Швейцария — 15 апреля 1951) — швейцарский футболист, игравший на позиции защитника за клуб «Люцерн». Участник чемпионата мира 1934 года в составе национальной сборной Швейцарии.

## Клубная карьера
Много лет играл за швейцарскую команду «Люцерн». Выступал в этом клубе по меньшей мере с сезона 1930/1931. Играл в этом клубе, как минимум, до 1943 года. Отыграл за «Люцерн» в чемпионате Швейцарии 109 матчей и забил 5 голов.

## Карьера в сборной
Присутствовал в заявке сборной на чемпионате мира 1934 года в Италии, но на поле не вышел.